# Google Talk
Google Talk — клієнт обміну миттєвими повідомленнями, розроблений компанією Google.
На сьогодні замінений службою Google Hangouts.

## Опис
Google Talk дозволяє спілкуватися за допомогою голосового чату та текстових повідомлень. Особливістю Google Talk є тісна інтеграції з поштовою службою Gmail. Google Talk нагадує одночасно популярні сервіси ICQ і Skype, оскільки дозволяє передавати як текстову, так і голосову інформацію.
Користувачі Google Talk можуть спілкуватися з користувачами інших Jabber-серверів згідно із загальною архітектурою протоколу XMPP. Але в сторонніх jabber-клієнтів відсутнє спілкування за допомогою голосу.
Станом на серпень 2012 року, є єдиним сервісом Google, для якого не створено українського інтерфейсу.